# Standseilbahn Gubałówka
| Standseilbahn Gubałówka | Standseilbahn Gubałówka |
| ----------------------- | ----------------------- |
| Untere Station          |                         |
| Streckenlänge:          | 1,307 km                |
| Spurweite:              | 1200 mm                 |
|                         |                         |

Die Standseilbahn Gubałówka ist eine Standseilbahn, die vom Zentrum der polnischen Stadt Zakopane auf den nördlich vom Stadtkern gelegenen Berg Gubałówka im Gebirgszug des Pogórze Spisko-Gubałowskie führt. Sie wird von dem Unternehmen Polskie Koleje Linowe verwaltet.

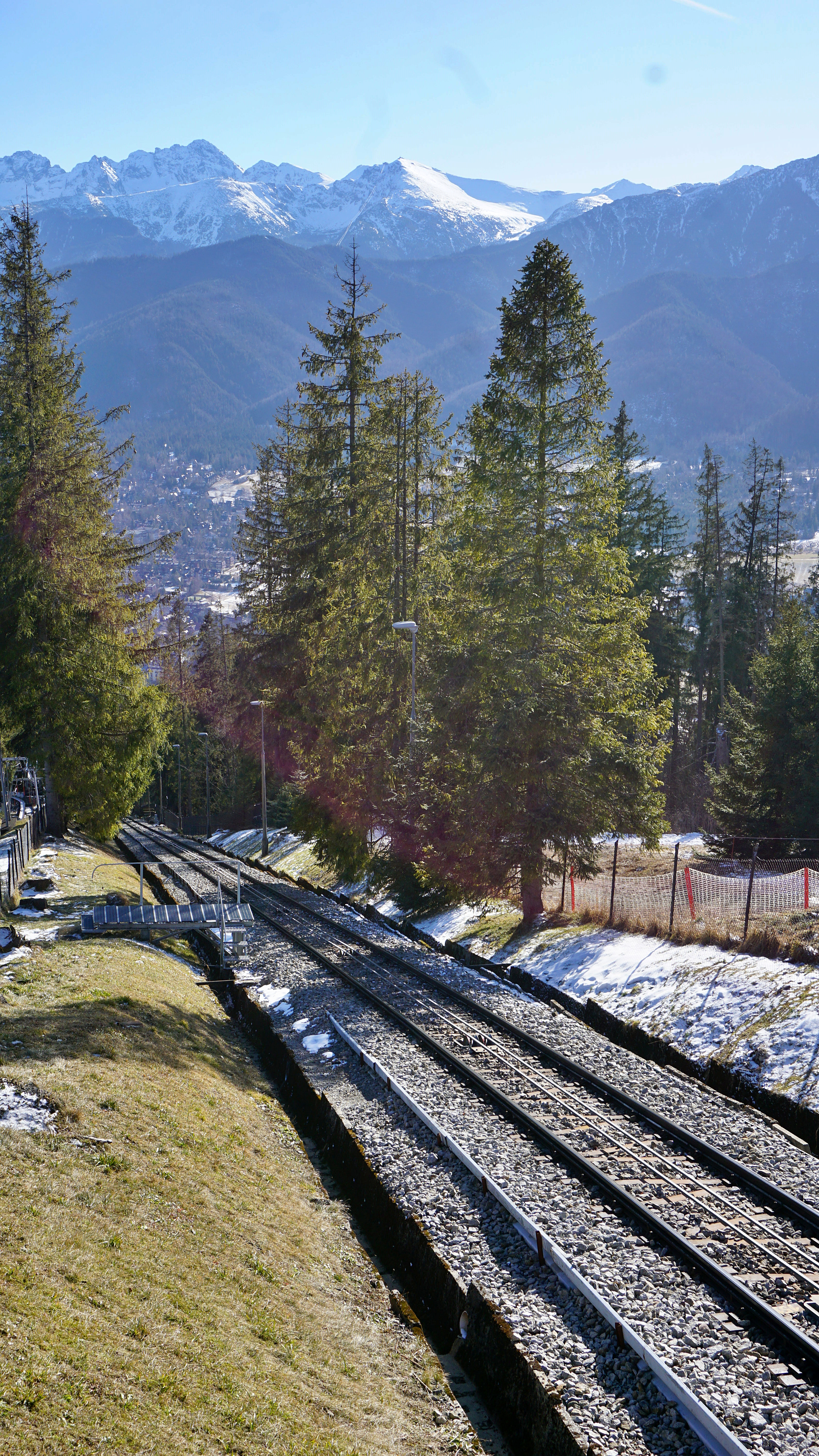
Ansicht von oben

## Geschichte
Die Standseilbahn Gubałówka wurde im Sommer und Herbst 1938 in 168 Tagen von der Liga Popierania Turystyki (LPT) erbaut. Sie wurde 2001 modernisiert. Es verkehren seither verglaste Wagen, in denen das Tatra-Panorama bewundert werden kann.

## Lage
Die Talstation Standseilbahn Gubałówka  befindet sich im Zentrum Zakopanes. In unmittelbarer Nähe befindet sich die Haupteinkaufsstraße Krupówki sowie der denkmalgeschützte Friedhof Cmentarz Zasłużonych na Pęksowym Brzyzku. Die Bergstation befindet sich auf dem Gipfel des Berges.

## Technische Daten
| Standseilbahn               | „Gubałówka“   |
| --------------------------- | ------------- |
| Länge [m]                   | 1307          |
| Höhe der Talstation         | 822 m n.p.m.  |
| Höhe der Bergstation        | 1121 m n.p.m. |
| Höhenunterschied [m]        | 299           |
| Anzahl der Wagen            | 2             |
| Anzahl der Plätze pro Wagen | 120           |
| Personen pro Stunde         | 2000          |